# James Melville Gilliss
James Melville Gilliss, född 6 september 1811 i Georgetown, Washington, D.C., död 9 februari 1865 i Washington, D.C., var en amerikansk astronom. 
Gilliss tjänade från 1827 i den amerikanska marinen och anställdes 1836 vid Depot of Charts and Instruments, men studerade därjämte matematik, fysik och astronomi. År 1842 genomdrev han inrättandet av United States Naval Observatory i Washington, D.C., vars chef han blev 1861. Han höjde denna institution till ett första rangens observatorium. Åren 1849–52 ledde han den astronomiska expedition, som från USA utsändes till Chile för bestämning av solparallaxen. Härunder inrättade han observatoriet i Santiago de Chile. Expeditionens resultat nedlade han i The United States Naval Astronomical Expedition to the Southern Hemisphere During the Years 1849–52 (sex band, 1855–59).